# Gabriel Pec
Gabriel Fortes Chaves (ur. 11 lutego 2001 w Petrópolis) – brazylijski piłkarz pochodzenia portugalskiego występujący na pozycji skrzydłowego, od 2024 roku zawodnik amerykańskiego Los Angeles Galaxy.